# Polarstar Peak
Polarstar Peak är en bergstopp i Antarktis. Den ligger i Västantarktis. Chile gör anspråk på området. Toppen på Polarstar Peak är 2 400 meter över havet.
Terrängen runt Polarstar Peak är kuperad åt nordväst, men åt sydost är den bergig. Trakten är obefolkad. Det finns inga samhällen i närheten. 